# Рутинг

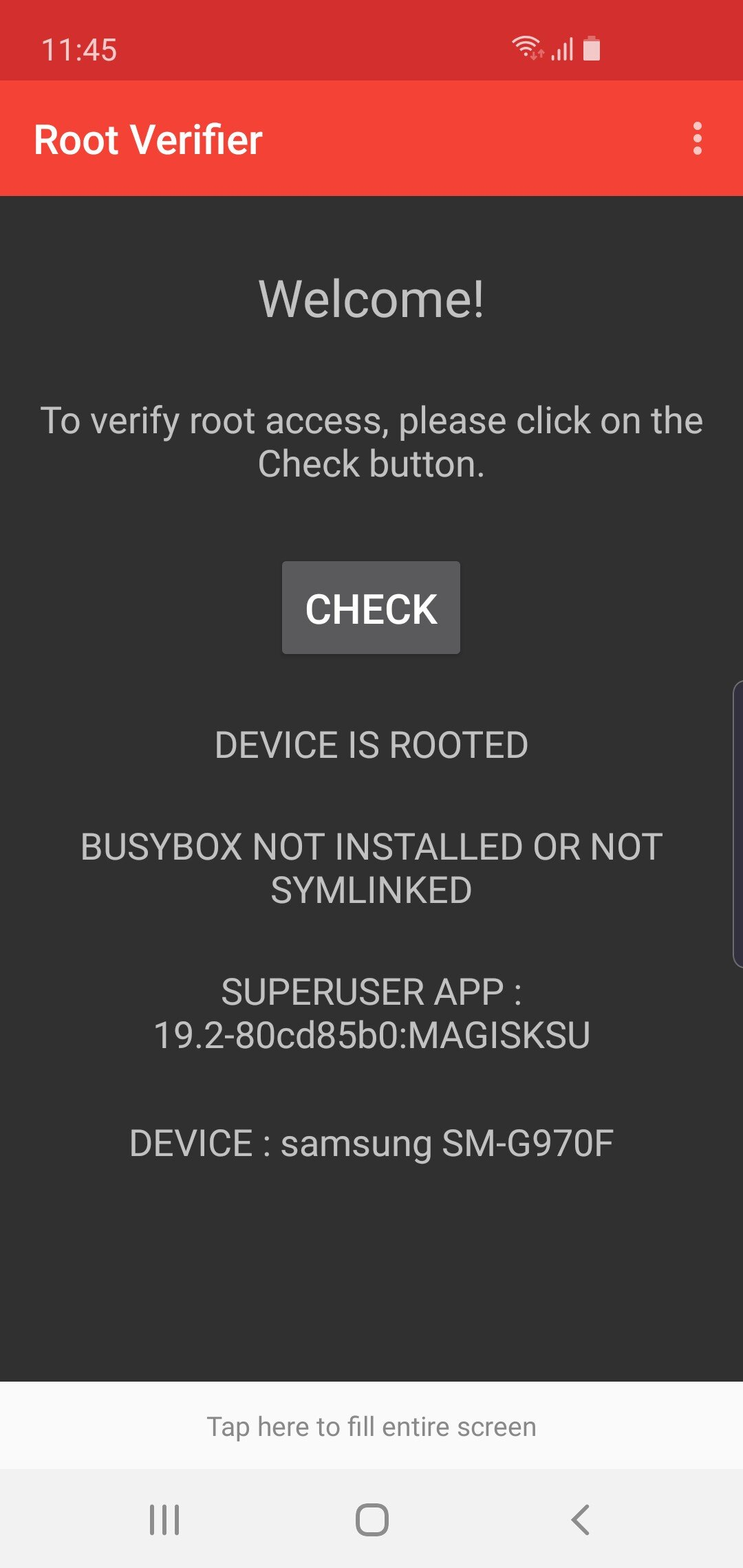
Програма Root Verifier, запущена на рутованому телефоні під керуванням Android

Рутинг (англ. Rooting) — процес отримання прав суперкористувача root на пристроях під управлінням операційної системи Android. Основними цілями рутингу є зняття обмежень виробника чи оператора зв'язку, маніпулювання системними програмами і можливість запуску застосунків, що вимагають прав адміністратора. Пристрій, що пройшов через процес рутингу, називається рутованим. Аналогічний процес для пристроїв на базі iOS називається Jailbreak, для Symbian називається хакінг (англ. Hacking), а для пристроїв на базі Windows Phone — HardSPL.

## Права суперкористувача у операційній системі Android
Операційна система Android має свій кореневий каталог, який захищений від більшості користувачів, але існують способи отримання доступу до всіх файлів пристрою. Відомі виробники пристроїв на базі Android намагаються заблокувати можливість отримання доступу до root за рекомендаціями Google, проте деякі з них створюють ненадійний захист, що дає змогу користувачам вигадувати різні методи обходу захисту. Також існують пристрої[які?], на яких взагалі неможливо отримати root.[джерело?]
До неофіційних способів відносяться способи отримання повного доступу за допомогою сторонніх програм або розблокуванням системного завантажувача і встановленням кастомного рекавері[що?], після чого надається можливість встановлювати неофіційні прошивки, що містять необхідні файли для забезпечення root (прик. SuperSU, що інтегрується до прошивки).
Це робиться в більшості випадків для того, щоб максимально налаштувати гаджет під себе (повне налаштування аудіо, відео, або навіть мікрофона), або часто виникає необхідність видалення непотрібних, за думкою користувача, встановлених програм, які можуть займати багато місця на внутрішній пам'яті пристрою. Також, завдяки правам root, користувач може модифікувати програму, щоб видалити рекламу, перевірку ліцензії, або зробити покупки безкоштовними (наприклад, за допомогою програми Lucky Patcher[джерело?]). Саме завдяки правам root, користувач може отримати необмежений доступ до всіх файлів на пристрої з ОС Android.
У цього процесу є свої плюси і мінуси.

### Мінуси
- Не всі зможуть отримати необмежені права доступу до всіх файлів на пристрої[чому?];
- Якщо користувач Android не володіє достатньою інформаційною базою, то він швидше за все зіпсує свій гаджет;
- Безпека пристрою знизиться.

### Плюси
- Отримавши доступ до всіх файлів системи, можливо проводити будь-які маніпуляції пов'язані з пристроєм, аж до видалення системних файлів;
- Можна налаштовувати гаджет як завгодно користувачеві, збільшувати гучність динаміка, проводити системні налаштування камери, редагувати чутливість мікрофона тощо;
- Можна перепрошити гаджет у разі його нестабільної роботи на стоковій[що це?] прошивці.

## iOS
Аналогом рутингу у iOS є Jailbreak (iOS).[джерело?]

## Symbian
Аналогом рутингу та Jailbreak у Symbian є хакінг.